# Intocables (canción)
Intocables es una canción del grupo español La Oreja de Van Gogh, incluida en su séptimo álbum de estudio El planeta imaginario.

## Acerca de la canción
En los conciertos del Planeta Imaginario Tour, la vocalista Leire Martínez siempre narraba lo siguiente antes de iniciar la canción:

"En este disco hemos reflexionado sobre muchas cosas. Sabéis que el amor es una de esas cosas a las que le vamos dando vueltas. A través de los años lo que percibimos como amor y lo que sentimos también va cambiando y hemos descubierto a este amor de hace 20 años que se creía que podía con todo y que sería para siempre. Resulta que con los años hemos aprendido a que los amores, si no se cuidan, también se mueren... porque no hay amores intocables"
Leire Martínez

La canción habla en sí de una pareja joven que, tras la inexperiencia en el amor, deciden comprometerse y a medida que el tiempo pasa se dan cuenta de que el amor no es tan sencillo como parecía. Es una de las pocas canciones de la banda que explora la narrativa explícita de un divorcio. Una temática explorada anteriormente por el grupo en su primer álbum con canciones como «Qué puedo pedir» y «El Libro».

## Composición
«Intocables» es una canción con influencias de pop rock, synth pop y balada. De acuerdo con las tablaturas publicadas en el video del canal de YouTube de La Oreja de Van Gogh, el tema tiene un tempo de 93 pulsaciones por minuto y está compuesto en la tonalidad de Si mayor. El registro vocal de la vocalista se extiende desde la nota fa♯3 hasta la si4.
Al inicio, la canción recurre a una percusión de golpes sutiles que recuerdan a la percusión de latidos de Apareces tú. En la mayor parte de la canción se utilizan sintetizadores y synth pads que lo llenan de una atmósfera etérea y suave. Los arreglos de guitarra eléctrica acompañados por una sección de cuerda equilibran la suavidad de la atmósfera melancólica. Contiene también una contramelodía vocal en el coro que complementa los instrumentos.

## Videoclip
Esta canción, al igual que las demás canciones del planeta imaginario que no fueron sencillos, cuenta con un video simple que muestra la portada del álbum en movimiento, el nombre de la canción y la tablatura de guitarra. Fue publicado el 4 de noviembre del 2016 en el canal de YouTube de la banda.